# カフェストール
カフェストール (Cafestol) は、コーヒーに存在するジテルペンである。
アラビカコーヒーノキの豆は、重量当たり約0.6%のカフェストールを含む。カフェストールは、フレンチプレスのコーヒーやトルココーヒー等、未濾過のコーヒーに最も多く含まれる。ドリップコーヒー等の濾過したコーヒーは、無視できる程度の量しか含まない。
コーヒーの定期的な摂取は男性で8%、女性で10%、血清コレステロールを増加させるという研究結果がある。濾過したコーヒーを飲む場合は、この効果は女性でしか有意に表れない。

## 臨床の重要性
カフェストールは、ラットで抗発がん性を示した。カフェストールは、核内受容体であるファルネソイドX受容体やプレグナンX受容体のアゴニストリガンドとして働き、コレステロールの恒常性を妨害していると考えられている。カフェストールは、パーキンソン病の進行を阻害する効果も示唆されている。